# Björnstad
Björnstad är en roman av Fredrik Backman, utgiven 2016 av Piratförlaget. 2017 släpptes efterföljaren Vi mot er och 2021 den avslutande delen Vinnarna.

## Handling
Björnstad handlar om en liten ort där ishockeyn betyder allt, men också om människorna runtom ishockeyn och om hur idrotten som folkrörelse samt ett sexualbrott kan splittra ett samhälle. Romanen har beskrivits som Backmans allvarligaste hittills.

## TV-serie
Under hösten 2020 släppte HBO Nordic en TV-serie med samma namn i fem delar baserad på boken.